# Meiwasunpia Open Niigata ITF Women's Tennis Circuit
Il Meiwasunpia Open Niigata ITF Women's Tennis Circuit è un torneo professionistico di tennis giocato su campi in cemento. Fa parte dell'ITF Women's Circuit. Si gioca annualmente a Niigata in Giappone.

## Albo d'oro

### Singolare
| Anno | Campionessa | Finalista     | Punteggio   |
| ---- | ----------- | ------------- | ----------- |
| 2011 | Erika Sema  | Sachie Ishizu | 7–6(5), 6-4 |

### Doppio
| Anno | Campionesse                 | Finaliste             | Punteggio |
| ---- | --------------------------- | --------------------- | --------- |
| 2011 | Natsumi Hamamura Erika Sema | Akari Inoue Ayumi Oka | 6-1, 6-2  |